# Casey Sokol
Casey Sokol (* 6. Mai 1948 in New York City) ist ein US-amerikanischer Komponist, Pianist und Musikpädagoge.

## Wirken
Sokol erlangte 1970 den Bachelorgrad an der State University of New York at Buffalo. Am California Institute of the Arts studierte er Klavier und Improvisation bei William Douglas. Sein Interesse an der karnatischen Musik verfolgte er durch das Studium der karnatischen Rhythmik und der Mridangam bei T. Ranganathan und Trichy Sankaran. Er setzte diese Studien an der York University in Toronto bei Jon B. Higgins, bei der American Society for Eastern Arts am Mills College und 1973 bei privaten Kursen in Madras fort.
Als Stipendiat des Canada Council arbeitete er 1975 an der State University of New York at Buffalo mit John Cage, Christian Wolff, Earle Brown und Morton Feldman und führte deren Werke bei einem Komponistenworkshop der Universität auf. Parallel nahm er an Workshops für Improvisationsmusik von Musica Elettronica Viva (mit Frederic Rzewski und Anthony Braxton) am Antioch College in Ohio teil. An verschiedenen Zentren studierte er zwischen 2000 und 2006 Eurhythmik nach Émile Jaques-Dalcroze bei Anne Farber, Lisa Parker, Marta Sanchez, Herb Henke, Annabelle Joseph, Stephen Moore und Madeleine Duret. Bis zu seiner Emeritierung unterrichtete er Klavier und Improvisation an der York University.
Seit den frühen 1970er Jahren gab Sokol mehr als eintausend Konzerte mit klassischer, zeitgenössischer, Folk- und Improvisationsmusik. 1974 war er Gründungsmitglied des CCMC (Canadian Creative Music Collective), in dem er als Musiker tätig war. Weitere musikalische Partner waren u. a. Christina Petrowska, Derek Bailey, Anthony Braxton, Michael Snow, Matt Brubeck, Peter Chin, Carlos del Junco, bpNichol, Misha Mengelberg, Henry Kaiser, Lukas Ligeti, T. Sankaran, Evan Parker, John Zorn, James Tenney, David Mott, Andrew Craig und Peggie Sampson und neben dem CCMC weitere Ensemble wie The York Winds, New Music Concerts, Sound Pressure und The Stewed . Er tourte durch Kanada, die USA, Japan und Europa, nahm an Festivals für zeitgenössische Musik (Pro Musica Nova Festival, New Music America, Sound Symposium) teil und hatte Auftritte im Hörfunk und Fernsehen.
Als Komponist schrieb Sokol sowohl Werke für Improvisationsmusiker als auch für verschiedenen Ensembles. 1977 entstand in Zusammenarbeit mit Eileen Thalenberg und der Choreographin Linda Rabin für die Aufführung an der University of Toronto das Tanz- und Theaterstück Borders Boundaries & Thresholds, 1979 mit 85 Aktiven das multidisziplinäre Event Musicollage, A Performance-Workshop in Mus-ecology. An der Music Gallery in Toronto führte er 1982 The Rhythm Concert mit karnatischer Perkussion, Flamencotanz und experimentellen Rhythmusensembles auf.
1985 komponierte Sokol als Auftragswerk der Choreographin Cathy Ferri für das INDE '85 Festival Species für drei Klaviere nach Theodore Sturgeons Roman More Than Human. 1992 komponierte er Renga für fünf Improvisationsmusiker, uraufgeführt von ihm selbst, Oliver Schroer, Richard Armin, Robert Bik, David Mott und der Uno Man Bhutto Troupe aus Tokio. 2011 veröffentlichte er Duets with Oli, ein Buch mit dreizehn Konzertstücken nach Melodien des kanadischen Fiddlers Oliver Schroer.

## Preise und Auszeichnungen
2001 wurde Sokol mit dem Award for Excellence in Teaching der Ontario Confederation of University Faculty Associations (OCUFA) ausgezeichnet.